# Amphimoea walkeri
Genre
Espèce
Amphimoea walkeri est une espèce de lépidoptères (papillons) de la famille des Sphingidae, de la sous-famille des Sphinginae et de la tribu des Sphingini. Elle est la seule représentante du genre monotypique Amphimoea. 

## Description
L'envergure de l'imago varie de 147 à 164 mm. Elle est plus importante chez la femelle.

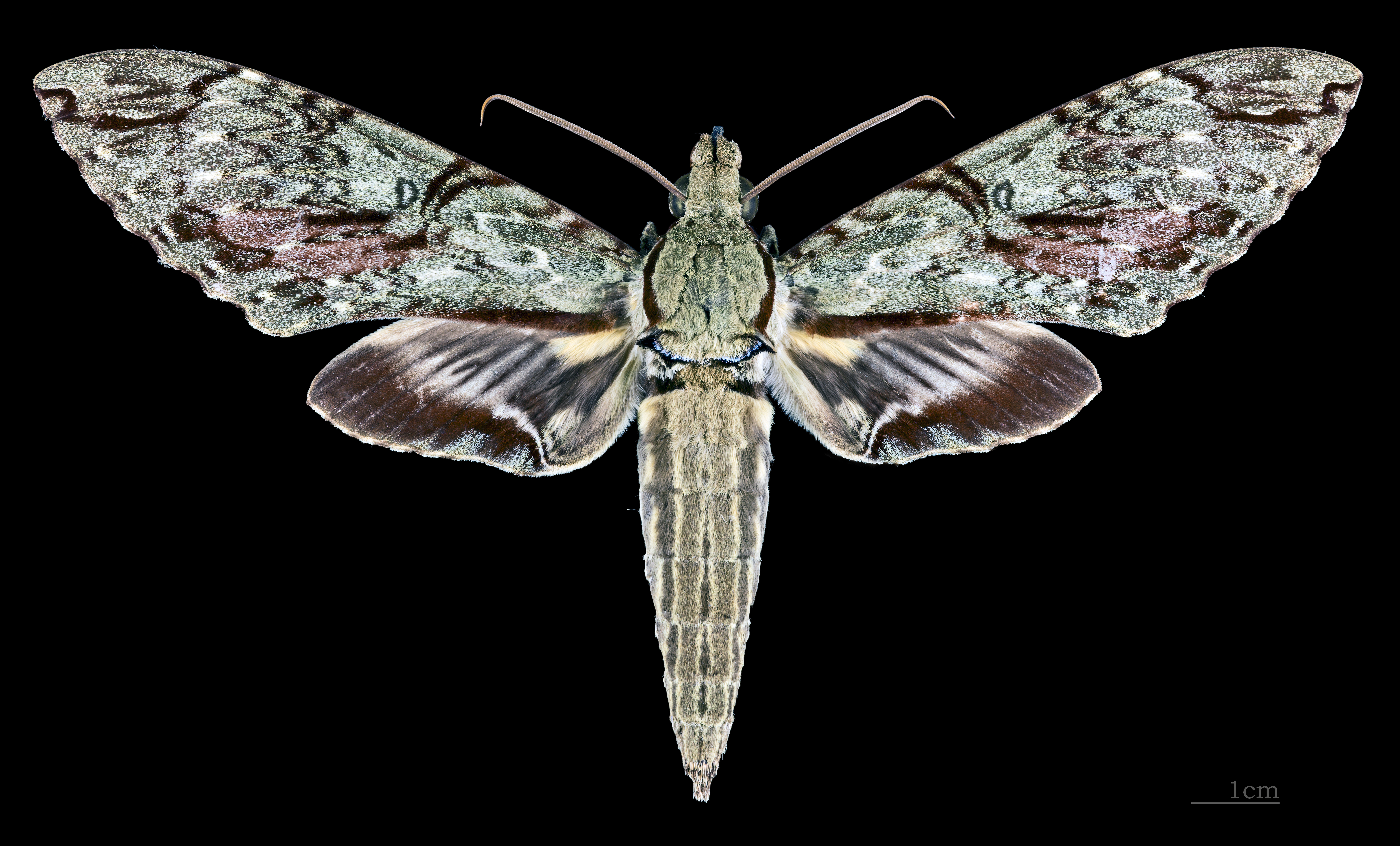
Face dorsale du mâle (coll.MHNT)
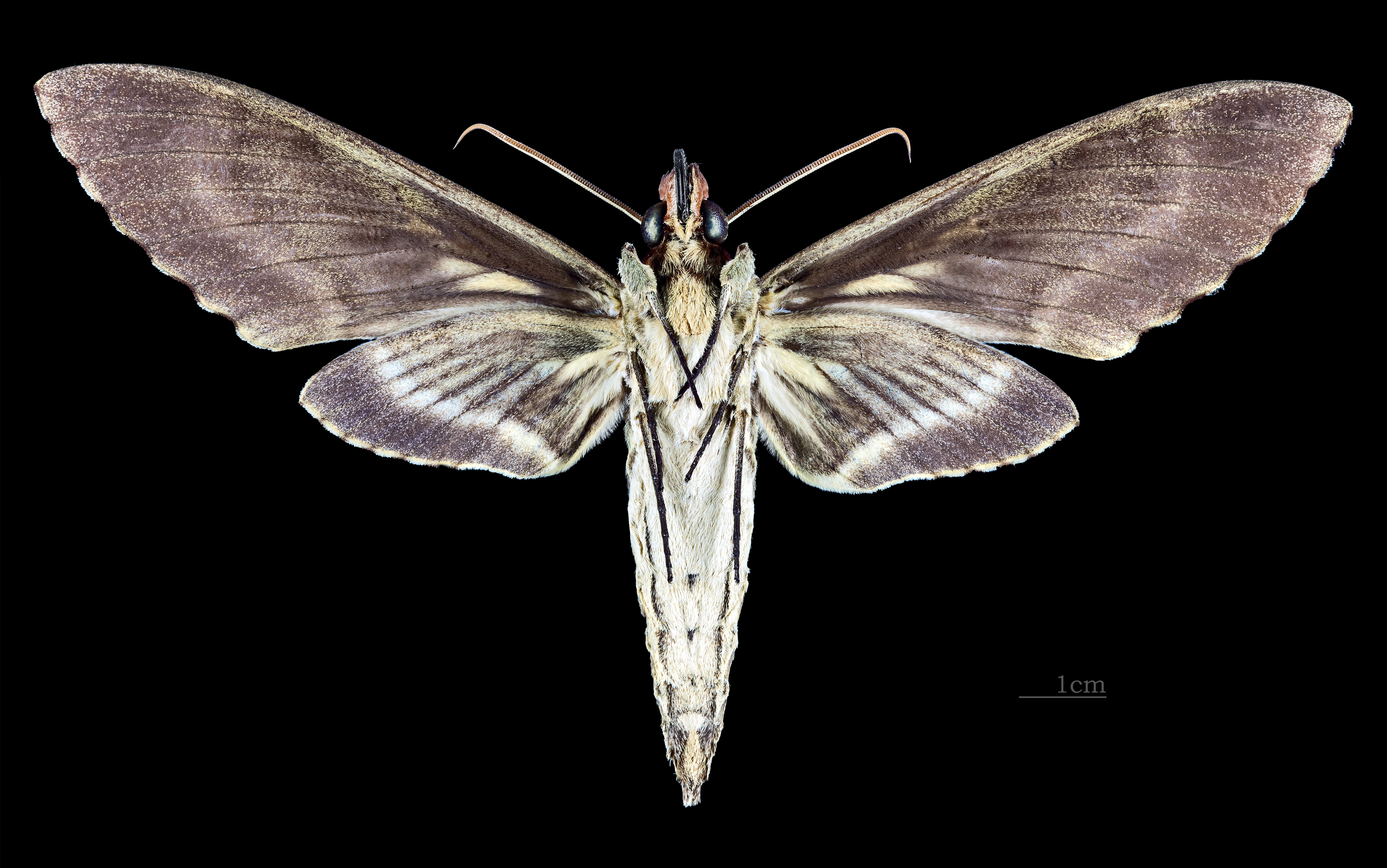
Revers du mâle (coll.MHNT)
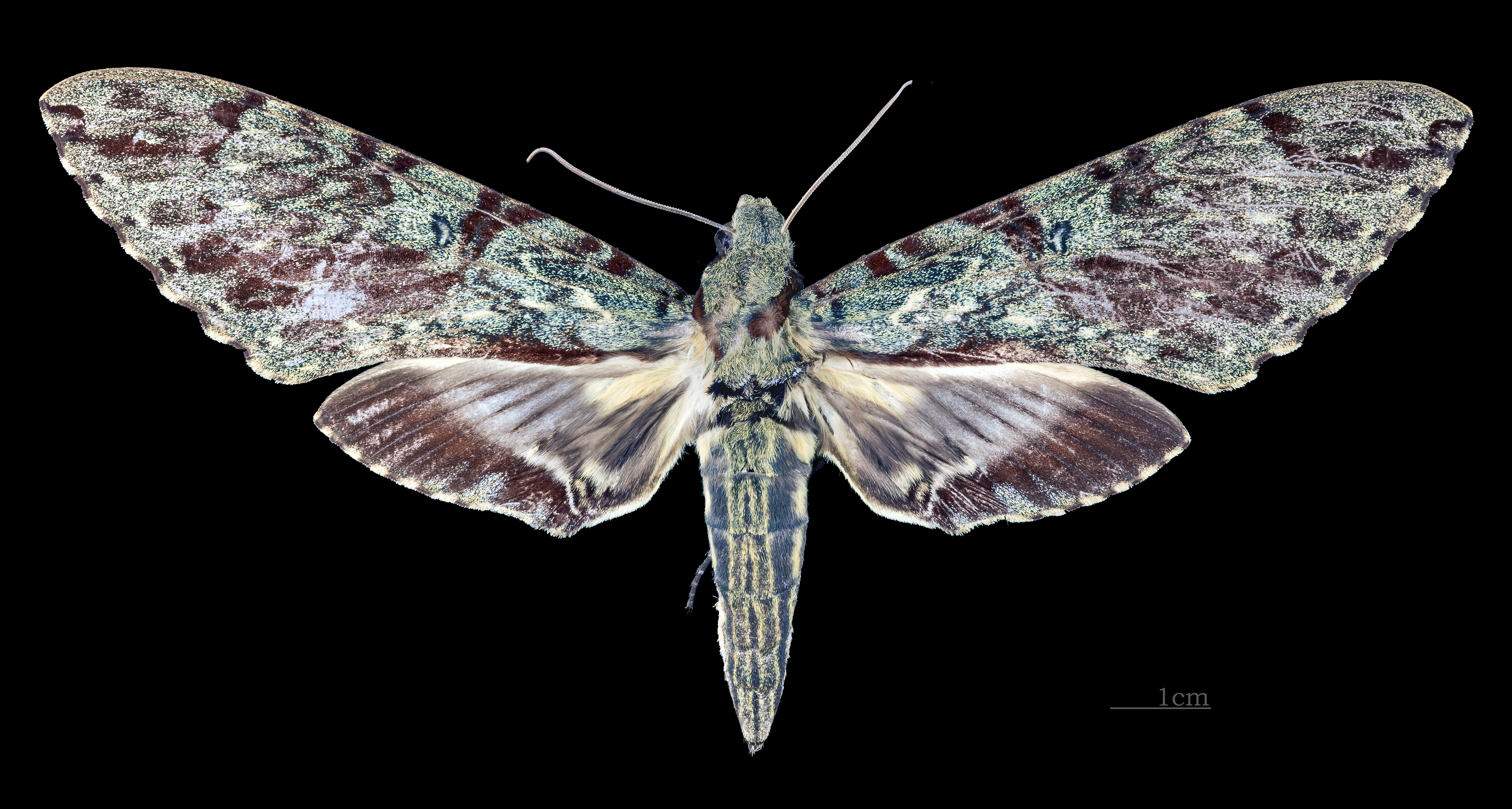
Face dorsale de la femelle (coll.MHNT)
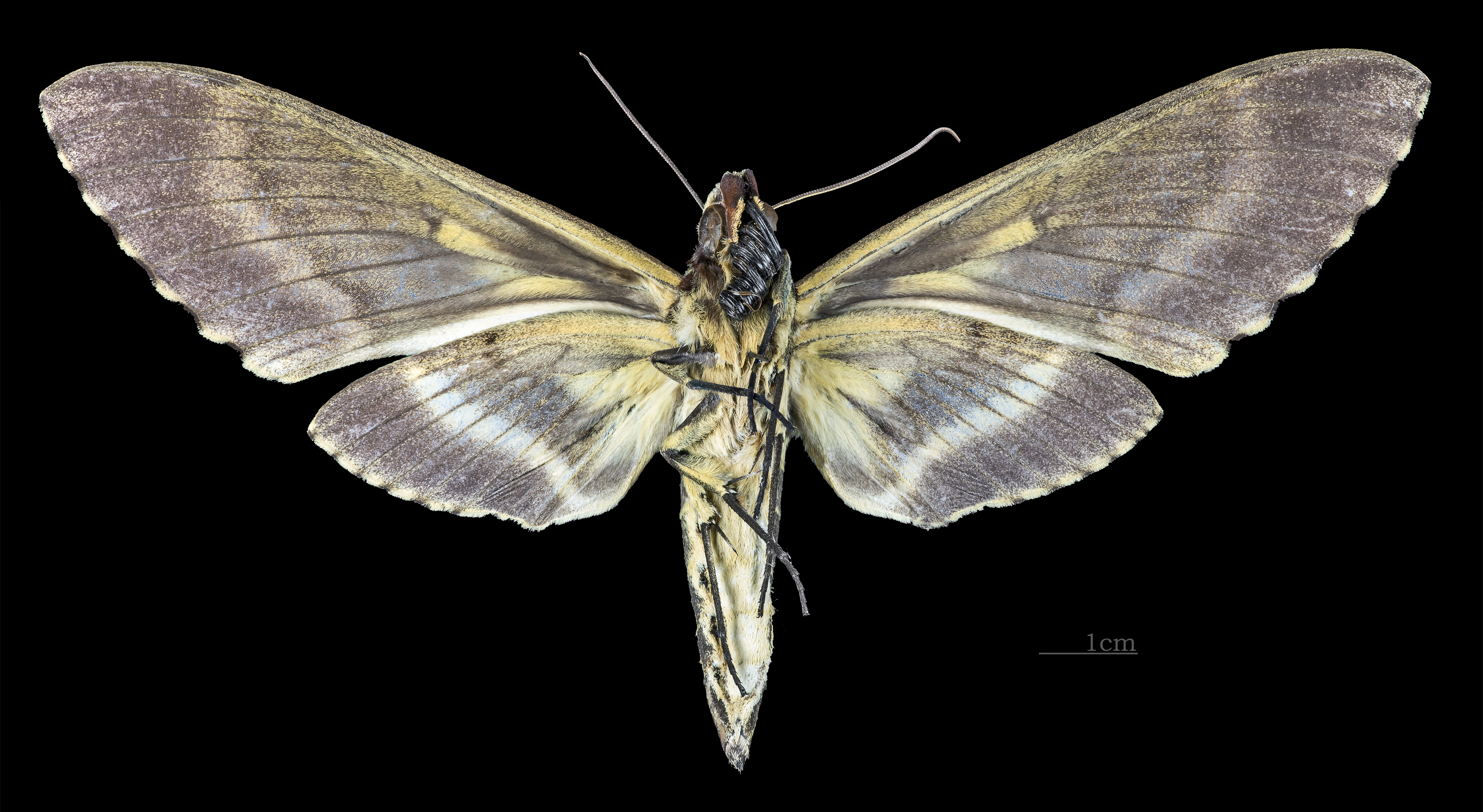
Face dorsale de la femelle (coll.MHNT)

## Répartition et habitat
Répartition
L'espèce est largement répandue du nord de l'Amérique centrale à la totalité de l'Amérique du Sud.

## Biologie
Les adultes volent toute l'année. Cette espèce a le plus long proboscis (trompe) connu pour les insectes.  
Les chenilles se nourrissent sur Anaxagorea crassipetala.

## Systématique
L'espèce actuellement appelée Amphimoea walkeri a été décrite par l'entomologiste français Jean-Baptiste Alphonse Dechauffour de Boisduval en 1875 sous le nom initial d'Amphonyx walkeri. Sa localité type est le fleuve Oyapock en Guyane.
Elle a par la suite été placée dans le genre Amphimoea, décrit en 1903 par les entomologistes Lionel Walter Rothschild & Heinrich Ernst Karl Jordan, et dont elle est l'unique espèce.

### Synonymie pour l'espèce
- Amphonyx walkeri Boisduval, [1875] — Protonyme
- Amphonyx staudingeri Druce, 1888[2]
- Cocytius magnificus Rothschild, 1894[3]
- Cocytius misionum Köhler, 1924